# San Francisco de Horizonte
San Francisco de Horizonte es una localidad del estado mexicano de Durango. Es parte del municipio de Tlahualilo.

## Toponimia
El nombre «San Francisco» hace referencia al santo patrono de la localidad: San Francisco de Asís.

## Demografía
| Gráfica de evolución demográfica |
|                                  |

| Censo | Población |
| ----- | --------- |
| 1921  | 133       |
| 1930  | 553       |
| 1940  | 991       |
| 1950  | 1 262     |
| 1960  | 1 398     |
| 1970  | 1 524     |
| 1980  | 2 036     |
| 1990  | 1 879     |
| 2000  | 1 428     |
| 2010  | 1 657     |
| 2020  | 1 617     |